# Oxyde de cobalt(III)
Pour les articles homonymes, voir Oxyde de cobalt.
L'oxyde de cobalt(III) est un composé chimique de formule Co2O3. Il s'agit d'un solide cristallisé se présentant sous la forme d'une poudre gris sombre pratiquement insoluble dans l'eau et qui se décompose au-dessus de 895 °C en oxygène O2 pour donner les autres oxydes de cobalt. Il en existe un monohydrate Co2O3·H2O de couleur brune, qui se forme en solution basique à partir de l'hydroxyde de cobalt(II) Co(OH)2 par exposition à l'air libre et, plus rapidement, en présence d'oxydants tels que le chlore Cl2, le brome Br2 ou encore le peroxyde d'hydrogène H2O2.
Seuls l'oxyde de cobalt(II) CoO et l'oxyde de cobalt(II,III) sont bien caractérisés, l'oxyde de cobalt(III) n'étant pas bien connu à l'état pur. Le traitement de sels de cobalt(II) tels que le nitrate de cobalt(II) Co(NO3)2 avec une solution aqueuse d'hypochlorite de sodium NaClO (eau de Javel) donne un solide noir qui en contiendrait une grande proportion. Certaines formulations du catalyseur hopcalite contiendraient du « Co2O3 ».
L'hydroxyde de cobalt(III) Co(OH)3 peut donner dans certaines conditions de l'oxyde de cobalt(III) Co2O3 en passant par l'oxyhydroxyde de cobalt CoO(OH), mais ce composé conduit rapidement à d'autres oxydes tels que l'oxyde de cobalt(II,III) Co3O4.